# La Scola
La Scola of ook La Scuola is een klein Italiaans eiland voor de oostkust van het eiland Pianosa in de Tyrreense Zee. Het onbewoonde eiland wordt geografisch tot de Toscaanse Archipel gerekend en ligt dicht bij de haven van Pianosa, ongeveer 250 meter voor de kust. Het eiland behoort administratief gezien tot de gemeente Campo nell'Elba.
Het hoogste punt van het eiland ligt op 32 meter hoogte en is daarmee hoger dan het hoogste punt van Pianosa. Op het eiland zijn bewijzen van menselijke aanwezigheid gevonden stammend uit het Neolithicum.
Het eiland behoort thans tot het nationaal park Parco Nazionale Arcipelago Toscano. La Scola vormt onder andere het broedgebied voor veertig tot vijftig broedparen van de Audouins meeuw. Hiermee is La Scola het belangrijkste broedgebied voor deze meeuwen in de Toscaanse Archipel. De eerste waarneming van de meeuwen op het eiland vond reeds plaats in 1877. Op het eiland is verder bijvoorbeeld de Europese bladvingergekko te vinden. Een groot deel van de flora en fauna op het eiland wordt bedreigd door de aanwezigheid van de zwarte rat. Er zijn dan ook tal van maatregelen genomen om deze exoot, zonder gevaar voor de overige dieren op het eiland, uit te roeien.